# La stella della porta accanto
La stella della porta accanto è una miniserie televisiva italiana diretta da Gianfranco Albano e interpretata da Bianca Guaccero e da Giorgio Lupano, andata in onda in prima visione su Rai 1 il 21 e 22 settembre 2008 e poi replicata l'11 gennaio 2010.

## Trama
Jacopo è un giovane diplomatico padre di due figli, un ragazzo adolescente ed una bambina di 8 anni.
Stella è invece un'addestratrice di cani, che mentre sta facendo una passeggiata salva una bambina dall'aggressione da parte di un pitbull. Il padre dei bambini (Jacopo) viene avvisato del fatto dal figlio, con cui ha un rapporto difficile. Incontrando Jacopo, in questo modo, Stella apprende che sua moglie è morta da poco. Tra i due nasce subito una certa intesa, che porterà Jacopo ad assumere Stella come governante (anche per il volere dei figli che vedono in lei una figura materna che Jacopo non riesce a supplire). 
Le vicende si intrecciano con le mire della zia, che vuole mettere le mani sul patrimonio di famiglia e detesta Stella. 

## Ascolti
| Puntate         | Audience  | Share  |
| --------------- | --------- | ------ |
| Prima puntata   | 5.374.000 | 22,48% |
| Seconda puntata | 6.408.000 | 24,20% |

## Sigla
La sigla della miniserie è intitolata La La Song (non credo di essere al sicuro) brano scritto e cantato dall'artista romana Giorgia Todrani mentre la musica è di Maurizio D'Aniello e Elisa Rosselli. Il brano è contenuto nell'album Stonata del 2007.